# Policía de Seguridad Aeroportuaria
La Policía de Seguridad Aeroportuaria (Polizia di sicurezza aeroportuale, PSA) è un'agenzia di polizia argentina creata allo scopo di proteggere e sorvegliare gli aeroporti pubblici nazionali. È stata la prima istituzione di polizia a livello federale e civile, ad essere creata dopo il recupero della democrazia In Argentina nel 1983.
L'autorità è subordinata al Ministero della sicurezza.

## Storia
Il 22 febbraio 2005, il governo nazionale, tramite il decreto presidenziale n. 145/2005 di Néstor Kirchner, trasferì - strutturalmente e funzionalmente - la Polizia aeronautica nazionale militarizzata (in spagnolo Policía Aeronautica Nacional, PAN) dal Ministero della difesa al Ministero dell'interno, creando la Polizia di sicurezza aeroportuale e unendola al Sistema di sicurezza del paese.
Il decreto formalizzò anche l'adozione di un assetto amministrativo civile per la nuova forza di polizia, al fine di ristrutturarla e normalizzarla. Marcelo Saín fu nominato suo direttore.